# Шарица
Шарица — река в России, протекает по территории Весьегонского района Тверской области, исток в Устюженском районе Вологодской области. Впадает в Весьегонский плёс Рыбинского водохранилища на реке Волге. Длина реки составляет 26 км, площадь водосборного бассейна — 127 км².

## Данные водного реестра
По данным государственного водного реестра России относится к Верхневолжскому бассейновому округу, водохозяйственный участок реки — Рыбинское водохранилище до Рыбинского гидроузла и впадающие в него реки, без рек Молога, Суда и Шексна от истока до Шекснинского гидроузла, речной подбассейн реки — Реки бассейна Рыбинского водохранилища. Речной бассейн реки — (Верхняя) Волга до Куйбышевского водохранилища (без бассейна Оки).
Код объекта в государственном водном реестре — 08010200412110000005238.